# Valdosende
Valdosende is een plaats (freguesia) in de Portugese gemeente Terras de Bouro en telt 699 inwoners (2001).